# Antoni Mataró i Villalonga
Antoni Mataró i Villalonga fou un polític català, diputat a les Corts Espanyoles durant la restauració borbònica.
Estudià a la Universitat Central de Madrid. Membre del Partit Liberal Conservador, tanmateix fou diputat del Partit Liberal Fusionista per Santa Coloma de Farners a les eleccions generals espanyoles de 1881; després de la signatura del tractat comercial amb la Gran Bretanya tornà al Partit Conservador i va abandonar el seu escó quan fou nomenat governador civil de Mallorca el gener de 1884. Fou escollit novament diputat conservador a les eleccions generals espanyoles de 1884, però va dimitir el 6 de juny de 1885 quan fou nomenat governador civil de la província de Salamanca, càrrec que va deixar el setembre quan fou nomenat governador civil de la província de Lleida. El 1890 fou nomenat governador civil de la província de Girona.